# Округ Салин (Канзас)
Округ Салин (енгл. Saline County) је округ у америчкој савезној држави Канзас. По попису из 2010. године број становника је 55.606. Седиште округа је град Салајна.

## Демографија
Према попису становништва из 2010. у округу је живело 55.606 становника, што је 2.009 (3,7%) становника више него 2000. године.
| Група             | 2000.          | 2010.          |
| Белци             | 46.645 (87,0%) | 45.671 (82,1%) |
| Афроамериканци    | 1.660 (3,1%)   | 1.814 (3,3%)   |
| Азијати           | 910 (1,7%)     | 1.156 (2,1%)   |
| Хиспаноамериканци | 3.228 (6,0%)   | 5.403 (9,7%)   |
| Укупно            | 53.597         | 55.606         |